# Baconnaise
Baconnaise [cita requerida] (en español llamada beiconesa o mayonesa sabor tocino) es una mayonesa para untar estadounidense con sabor a tocino, ovovegetariana y certificada kosher. Fue creada por Justin Esch y Dave Lefkow, fundadores de J&D's Foods, en noviembre de 2008, y vendió 40.000 tarros en seis meses. Se probó en Grand Forks, Dakota del Norte, para determinar el interés de los consumidores. Tras aparecer en los programas The Daily Show y The Oprah Winfrey Show, las ventas de Baconnaise aumentaron significativamente, con más de un millón de tarros vendidos.

## Historia
En una entrevista concedida a ABC News, Esch y Lefkow declararon que se les ocurrió la idea original de los productos a base de tocino o beicon y su primer invento, la sal de tocino, mientras bromeaban sobre el tema durante una comida en una cafetería. El dinero para su puesta en marcha procedía de los 5.000 dólares que Lefkow había obtenido durante su participación en America's Funniest Home Videos. La idea de hacer que el tocino fuera untable surgió de la petición de un cliente. Juntos crearon interés en sus productos acudiendo a numerosos eventos deportivos disfrazados de tocinos y utilizaron las redes sociales para dar a conocer su empresa.
La Baconnaise ha aparecido varias veces en The Daily Show with Jon Stewart como broma repetida. En 2009, Jon Stewart la utilizó en un sketch que atrajo la atención negativa de Leslie Kelly, del Seattle Post-Intelligencer. Stewart comentó: «Baconnaise, para las personas que quieren tener enfermedades del corazón, pero, ya sabes, demasiado perezoso para hacer tocino». En 2010, Jon Stewart volvió a satirizar la Baconnaise con un clip falso de la valla publicitaria en Times Square que atrajo una respuesta de J&D's Foods. Según J&D's Foods, se hizo un plan para publicar un anuncio real, pero Comedy Central lo rechazó. En un episodio posterior, Stewart se refirió a Baconnaise como «el mayor triunfo del capitalismo».
Se habló de la beiconesa en The Oprah Winfrey Show el 24 de abril de 2009, cuando Esch y Lefkow fueron entrevistados por Winfrey a través de Skype. Después de que sus invitados y ella comieran sándwiches en los que se había utilizado el producto, comentó: «¡Vegetariano y kosher! ¡Gracias Justin y Dave! Háganse con su propia Beiconesa". Tras su aprobación, el tráfico en el sitio web y los teléfonos de la empresa desbordó sus sistemas. Lefkow declaró que un año después de la emisión del programa se vendieron más de un millón de tarros de Beiconesa.

## Producción
Según Lefkow, el «tocino untable» fue una sugerencia de los clientes tras el éxito de la sal de tocino. Lefkow declaró que el desarrollo y perfeccionamiento del sabor de la beiconesa le llevó a desayunar «sólo tocino y mayonesa durante los seis meses siguientes» para comparar su producto con el auténtico. Inicialmente, vendieron el nuevo producto a través de Pike's Place's City Fish Company.
La beiconesa no contiene tocino, aromas artificiales ni glutamato monosódico, pero el proceso real y los ingredientes del producto son un secreto comercial. La lista completa de ingredientes incluye: aceite de soja, agua, yema de huevo, ácido glucónico, extracto de levadura, estabilizador (celulosa microcristalina, almidón alimentario modificado, goma xantana, goma guar, goma arábiga), dextrosa cultivada, sal, azúcar, ajo deshidratado, pimentón, cebolla deshidratada, especias, sabor ahumado natural, aromas naturales, tocoferoles, EDTA disódico de calcio y extracto de levadura autolizado.
J&D's Foods también lanzó una versión light de la Baconnaise. Comercializada como Baconnaise Lite, contiene 30 Cal por ración y menos grasa que la Baconnaise original. La Baconnaise se vende en tarros de plástico de 15 onzas (443 ml). En 2018, el envase de la Baconnaise se cambió a una botella exprimible de 15 onzas. La marca, J&D's sigue siendo la misma sin embargo ahora es propiedad de L and L Specialty Foods.

## Lanzamiento
La prueba de comercialización del producto tuvo lugar en el mercado Pike Place de Seattle, donde se vendieron hasta 120 tarros a la semana. El producto debutó en octubre de 2008, en la Seattle Semi Pro Wrestling League, en el Heaven's Night Club. El evento contó con una lucha de disfraces entre la mayonesa y un trozo de tocino.

## Recepción
Will Goldfarb, del sitio web Serious Eats, hizo una reseña de la baconnaise en la que afirmaba: «Funciona bastante bien como condimento para sándwiches, pero su fuerte sabor ahumado puede dominar ingredientes suaves». Goldfarb la recomendaba como condimento para sándwiches, pero advertía de que no debía usarse en salsas, aliños para ensaladas y platos de pescado. La «Baconnaise Lite» recibió una crítica positiva de «Hungry Girl», aunque el crítico señaló que su nombre era «un poco oxímoron» La Baconnaise, aunque es vegetariana y apta para kosher, no sabe como la mayonesa.

### Recetas originales
El sitio web Serious Eats publicó recetas originales de mayonesa con grasa animal, como la Baconnaise, que incluye tiras de tocino desmenuzadas, grasa de tocino líquida, aceite de canola, yemas de huevo y mostaza de Dijon con agua y zumo de limón.

## Lectura adicional
- «Baconnaisebeviset». Aftonbladet (en sueco). 23 de abril de 2009. Consultado el 21 de junio de 2011.
- Amy Rolph (6 de octubre de 2010). «What's next for the makers of 'Baconnaise'». Seattle Post-Intelligencer. Consultado el 21 de junio de 2011.
- Tasha Robinson (9 de diciembre de 2008). «Taste Test: Baconnaise». The A.V. Club. Consultado el 21 de junio de 2011.

- Datos: Q4839961